# Jewelz
Jewelz è il secondo album del rapper statunitense O.C., pubblicato il 19 agosto 1997 e distribuito da Payday Records e FFRR per i mercati di Stati Uniti ed Europa. In Francia la distribuzione è affidata a Barclay, sussidiaria della Universal Music, nel 2005 l'album è ripubblicato nel mercato statunitense da Re-Up Recordings e Next Mill Entertainment, mentre due anni più tardi esce anche in Giappone commercializzato da Octave.
Collaborano al disco, tra gli altri, anche Big L, Freddie Foxxx, Roc Raida e gli Organized Konfusion, mentre alle produzioni spiccano artisti di alto livello quali DJ Premier, Buckwild, Da Beatminerz, Showbiz e Lord Finesse. Non essendo un rapper che punta al successo commerciale, Jewelz è l'unico prodotto nella carriera solista di O.C. ad entrare nella Billboard 200, salendo fino alla novantesima posizione.

## Ricezione
| Recensione   | Giudizio |
| ------------ | -------- |
| AllMusic     | [ 1 ]    |
| RapReviews   | [ 2 ]    |
| Sputnikmusic | [ 3 ]    |
| Vibe         | positivo |

Così come il critico Matt Jost per Word...Life, anche Tom Doggett, sempre di RapReviews, paragona la carriera di O.C. a quella di Nas. A differenza del rapper del Queensbridge però, secondo Doggett O.C. non ha mai più nemmeno sfiorato i livelli del suo esordio né in Jewelz né col terzo sforzo Bon Appetit.
Doggett lo descrive come un «buon album, divertente, con alcuni grandi momenti [...] nonostante il rapper sembrava aver perso un po' di passione rispetto al primo lavoro», elogia gli ospiti e il lavoro di Premier alle produzioni, tuttavia critica sia i versi di O.C. in My World sia l'intera War Games, descritta come un «fallimento» perché «poteva diventare un classico», concludendo che il rapper «è un'artista migliore di quanto non mostri su Jewelz.»
A differenza di Doggett, Matt Conaway di Allmusic recensisce positivamente il brano My World sia per la produzione di Premier sia per i testi di O.C. Anche Conaway elogia gli ospiti, l'abilità di paroliere e l'alta qualità della musica da strada dell'MC.

## Tracce
Testi di Omar Credle, Christopher Martin (tracce 2-3, 7 e 10), Gary Scott (tracce 4 e 12) Anthony Best (tracce 5, 8 e 13), Walt Dewgarde (traccia 6 e 14), Lamont Coleman (traccia 6), Roland LaPread (traccia 6), James Campbell (traccia 7 e 10), Eric Barrier (traccia 8), Gary Johnson (traccia 8), L. Johnson (traccia 8), Robert Hall (traccia 8), William Griffin (traccia 8), Rodney Lemay (traccia 11), musiche di DJ Premier (tracce 2-3, 7 e 10), DJ Ogee (tracce 4 e 12), Buckwild (tracce 5, 8 e 13), Da Beatminerz (tracce 6, 9 e 14), Show (traccia 11), Lord Finesse (traccia 15).
1. Intro – 0:31
2. My World – 4:16
3. War Games (featuring Organized Konfusion) – 3:30
4. Can't Go Wrong (featuring Miles Anthony & Petawayne) – 3:45
5. The Choosen One – 4:35
6. Dangerous (featuring Big L) – 4:14
7. Win The G (featuring Freddie Foxxx) – 5:44
8. Far From Yours (featuring Yvette Michele & Roc Raida) – 4:58
9. Stronjay – 5:05
10. M.U.G. (featuring Freddie Foxxx) – 3:21
11. The Crow – 4:27
12. You And Yours – 4:22
13. Hypocrite – 2:31
14. It's Only Right – 3:53
15. Jewelz – 5:56

Durata totale: 61:08

## Classifiche
| Classifica (1997)         | Posizione massima |
| ------------------------- | ----------------- |
| Stati Uniti               | 90                |
| US Top R&B/Hip-Hop Albums | 16                |